# 劉穆
劉穆（1471年—？），字敬之，號晉山，山西平陽府臨汾縣人，民籍，明朝政治人物。

## 生平
弘治八年（1495年）乙卯科山西鄉試第三十四名舉人。正德十二年（1517年）中式丁丑科會試第二十五名，登第三甲第八名進士。選翰林院庶吉士。十四年八月授刑科给事中，十六年十二月赍敕抚谕辽东诸夷，嘉靖二年（1523年）四月升吏科右，闰四月升户科左，三年八月升礼科都给事中，六年三月升太常寺少卿提督四夷馆，九年十二月改任南京太仆寺少卿，卒于官。

## 家族
曾祖劉淵；祖父劉懋；父劉璇，曾任知縣。母錢氏。永感下。兄劉和，通判。